# María Oruña
María Oruña Reinoso (Vigo, 1976) és una advocada, novel·lista i columnista espanyola.

## Biografia
Llicenciada en Dret va exercir durant deu anys com a advocada laboralista i mercantil. En 2013 va publicar la seva primera novel·la, La mà de l'arquer, on construeix una trama sobre l'assetjament laboral i l'abús d'autoritat que està inspirada en casos reals que va conèixer professionalment com a advocada.
En 2015, Ediciones Destino va publicar la seva primera novel·la negra, Port amagat, que va ser traduïda a diversos idiomes i que posteriorment va tenir continuació en la seva sèrie de novel·les coneguda com Els llibres del Port Amagat. El personatge principal de la sèrie és Valentina Rodó, tinent de la Guàrdia Civil a càrrec de la Unitat Orgànica de Policia de Recerca Judicial (UOPJ) de Santander.
Des de gener de 2020 col·labora com a columnista en el diari Faro de Vigo.